# Lamprocryptus nigriceps
Lamprocryptus nigriceps là một loài tò vò trong họ Ichneumonidae.